# اسب‌های قرون وسطی

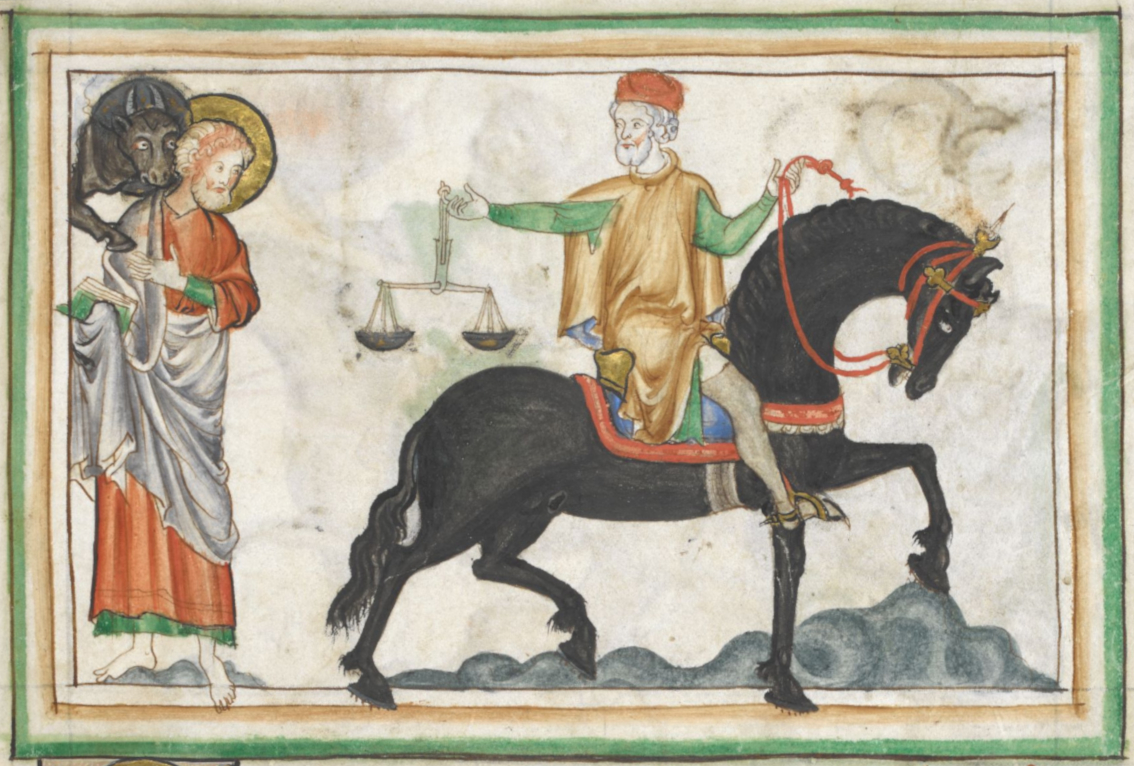
نقاشی احتمالا دینی از قرون وسطی که یک مرد را سوار اسب نشان می‌دهد

اسب‌های قرون وسطی از لحاظ اندازه، ساختار و نژاد با اسب‌های امروزی متفاوت بوده و حدوداً به‌طور میانگین کوچکتر بودند. آنها همچنین نسبت به همتایان مدرن خود برای جامعه از موقعیت مرکزی تری برخوردار بودند و برای جنگ، کشاورزی و حمل و نقل ضروری بودند.
در نتیجه، انواع به خصوصی از اسب‌ها ایجاد شدند، بسیاری از آنها همتایی در حال حاضر ندارند. درک نژادهای اسب مدرن و سوارکاری برای هر تحلیلی از اسب قرون وسطایی امری حیاتی است، محققان همچنین باید شواهد مستند (هم مکتوب و هم تصویری) و باستان‌شناسی را در نظر بگیرند.
در قرون وسطی، اسب‌ها به ندرت بر اساس نژاد تفکیک می‌شدند، بلکه بر اساس کاربرد آنها تشخیص داده می‌شدند. این باعث می‌شد که آنها به عنوان مثال به عنوان «شارژر» (اسب جنگی)، «پالفری» (اسب سواری یا رام)، اسب‌های گاری کش یا اسب‌های باربر شناخته می‌شدند. همچنین به منشأ (محل تولد) آنها اشاره می‌شده، مانند «اسب‌های اسپانیایی» اما اینکه آیا این به یک نژاد یا چند نژاد اشاره داشته، نامعلوم است. یک مشکل دیگر که در هر مطالعه‌ای از سندها یا ادبیات قرون وسطی به وجود می‌آید، انعطاف زبان‌های قرون وسطی است، جایی که چندین کلمه ممکن است برای یک مفهوم استفاده شوند (یا برعکس، چندین شیء به یک کلمه اشاره کنند). کلماتی مانند «کورسر» و «شارژر» به صورت جایگزینی استفاده می‌شوند (حتی در یک سند) و در حالی که در یک حماسه از کلمه رونسی (نوعی اسب در قرون وسطی) به معنی پست و ناچیز یاد شود و در دیگری مهارت و سرعت این اسب را تحسین کند.

## تولید مثل
در طی افول امپراتوری روم و قرون وسطی اولیه، بخش قابل توجهی از نژادهایی که در دوران کلاسیک توسعه یافته بود، به دلیل جفت‌گیری بدون کنترل از بین رفت و در قرون بعدی باید دوباره مجدداً ساخته شوند. در غرب، این امر ممکن است تا حدودی به علت وابستگی بریتانیایی‌ها و اسکاندیناوی‌ها به جنگ پیاده‌محور باشد، جایی که اسب‌ها تنها برای سواری و تعقیب استفاده می‌شدند.

### انواع اسب
در طول این دوره، اسب‌ها به ندرت بر اساس نژادهایشان در نظر گرفته می‌شدند، بلکه براساس نوع آن‌ها تعریف می‌شدند: با توصیف هدف یا ویژگی‌های جسمانی آن‌ها. بسیاری از تعاریف یا دقیق نبوده یا قابل تعویض بودند. قبل از حدود قرن ۱۳، تعداد کمی از شجره نامه‌ها ثبت می‌شدند؛ بنابراین، بسیاری از اصطلاحات مربوط به اسب‌ها در قرون وسطی به نژادها به معنای امروزی اشاره نمی‌کردند، بلکه به ظاهر یا هدف آن‌ها اشاره می‌کردند.

## اسب‌های سواری
در طول قرون وسطی، اسب‌های سواری توسط انواع مردم استفاده می‌شدند و بنا بر همین دلیل، در کیفیت، اندازه و نژاد بسیار متنوع بودند. شوالیه‌ها و نجیب‌زادگان اسب‌های سواری را در کاروان‌های جنگی خود نگه می‌داشتند و اسب‌های جنگی خود را برای نبرد نگه می‌داشتند. نام‌های اسب‌ها به نژاد آنها اشاره نمی‌کرد بلکه به نوع آن‌ها اشاره می‌کرد. بسیاری از اسب‌ها بر اساس منطقه ای که آن‌ها یا اجداد نزدیکشان در آن زاده شده بودند، نامگذاری می‌شدند. به عنوان مثال در آلمان، اسب‌های مجارستانی به‌طور معمول برای سواری استفاده می‌شدند. اسب‌های فردی اغلب بر اساس گامشان (یورتمه رو یا یورغه رو)، رنگ آمیزیشان یا نام پرورش دهندگانشان توصیف می‌شدند.

## کشاورزی
رومی‌ها از یک سیستم کشاورزی دو مزرعه ای استفاده می‌کردند، اما از قرن هشتم میلادی به بعد، سیستم کشاورزی سه مزرعه ای رایج تر گردید. یک مزرعه با محصولات زمستانی، دومین مزرعه با محصول بهاری و سومین مزرعه خالی گذاشته می‌شد. خالی گذاشتن یک مزرعه این امکان را فراهم می‌کرد که مقدار بیشتری از محصول بهاره یعنی جو کشت شود که به عنوان تغذیه برای اسب‌ها به کار می‌رفت.